# 地球轨道交会

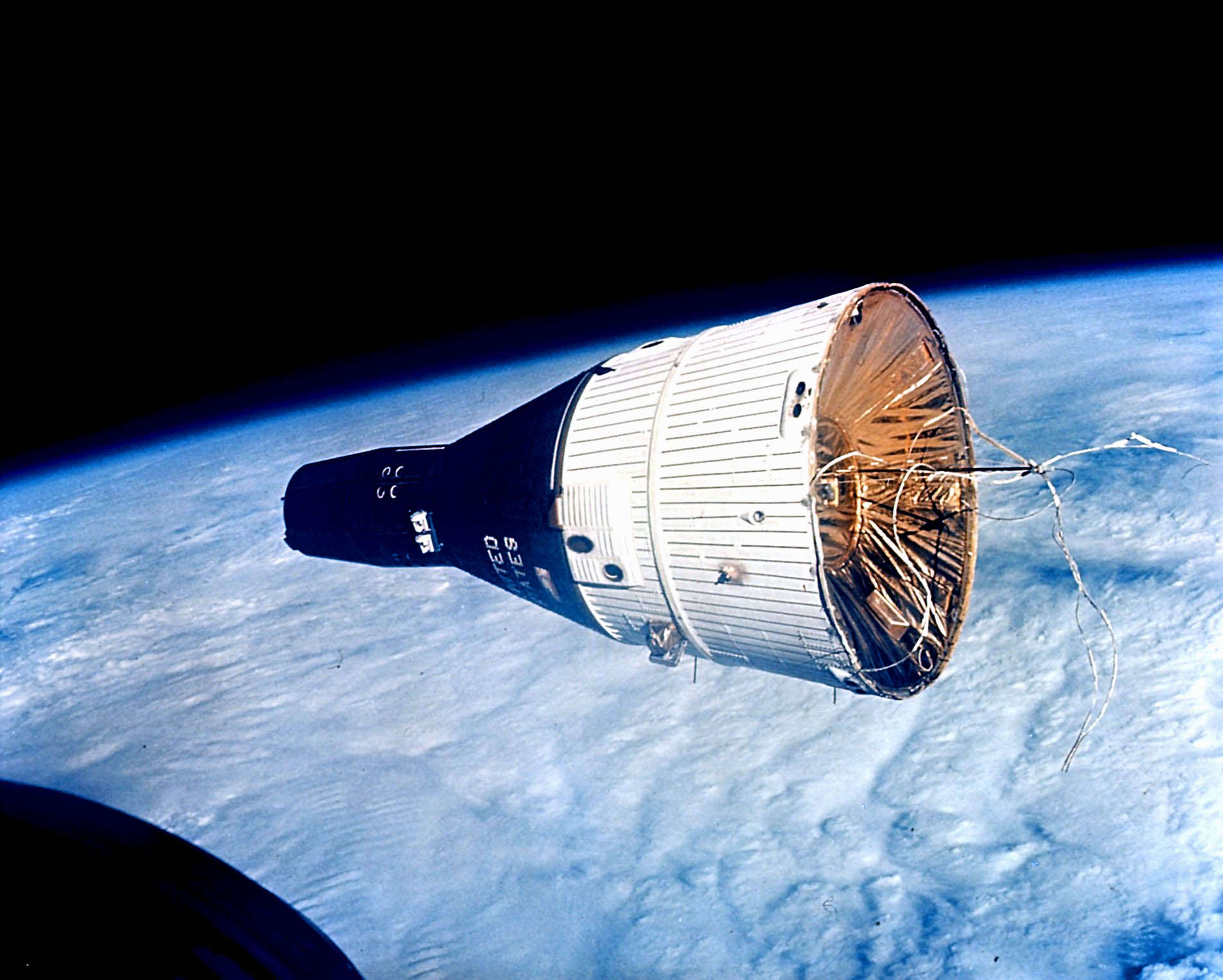
1965 年，双子座6A号在地球轨道上会合时看到的双子座7号。（美国国家航空航天局）

地球轨道交会（英語：Earth Orbit Rendezvous，縮寫：EOR）是美国国家航空航天局登月计划阶段被提出的一种方案。此计划需要一系列只有土星5号一半大小的小型火箭将登月航天器的不同部分送入地球轨道，交会对接。由于当时在轨道中集合多艘航天器的经验较少，且地球轨道拼装航天器是否可行也是未知数，所以此计划未被采纳。

## 参看
- 月球轨道交会